# Fabián Cháirez
Fabián Cháirez (Chiapas, 13 de diciembre de 1987) es un artista plástico mexicano cuya obra se orienta a la representación alternativa de lo masculino y el cuestionamiento de las masculinidades hegemónicas. En 2019, causó polémica una obra pictórica en la que representa a Emiliano Zapata sobre un caballo, la cual fue exhibida en el Palacio de Bellas Artes.

## Biografía
Fabián Cháirez nació en Chiapas, en 1987. Desde temprana edad mostró aptitudes artísticas, por lo que decidió estudiar la Licenciatura en Artes Visuales en la Facultad de Artes en la Universidad de Ciencias y Artes de Chiapas, la cual cursó entre 2007 y 2012.

## Obra
La temática de la obra de Cháirez gira en torno al cuerpo masculino y el mundo LGBT, sobre todo a un cuerpo que se sale de los estereotipos o arquetipos de la virilidad mexicana. Esto debido a que intenta responder al entorno hostil de la diversidad sexual. Utiliza al arquetipo mexicano, como los luchadores, los charros, la Mara Salvatrucha, etc., mostrando a estos personajes en posturas sugerentes y erotizadas y absteniéndose de representar figuras actuales del narco o políticos por temor a represalias.
En 2015 presentó la exposición El jardín de las delicias en la Galería José María Velasco en la cual presentó 30 piezas, entre óleos, obra gráfica e ilustración. En las piezas, mostró figuras estereotípicas masculinas con rasgos femeninos.

### Estilo
Cháirez es un pintor figurativo, tradicional y de formación académica, interesado en la figura humana, la composición y el color. Tiene un estilo neoclásico, con tintes simbolistas, prerrafaelistas y de art nouveau.
Los artistas que lo han influenciado proceden de distintas disciplinas; en la pintura Julio Galán, Saturnino Herrán, Joaquín Sorolla y Diego Velásquez; en el cine con Pedro Almodóvar y en la literatura con Reinaldo Arenas, Yukio Mishima y Carlos Monsiváis.

## La revolución
La revolución es una pintura al óleo sobre tela que representa al general revolucionario Emiliano Zapata, estereotipo de la masculinidad mexicana, desnudo, ataviado con un sombrero rosa, una banda tricolor, tacones y montado sobre un caballo que tiene una erección. La obra fue creada en 2014, tiene dimensiones de 30 x 20 cm, y fue exhibida por primera vez en la Galería José María Velasco entre 2015 y 2016. Para el autor la obra es una muestra de otros tipos de representación de la masculinidad.
En 2019, la Secretaría de Cultura de México, seleccionó esta pieza para ser parte de una exposición titulada Emiliano: Zapata después de Zapata, y también utilizó la obra Cháirez como imagen del cartel. Junto a la obra de Cháirez, también había la de muchos otros artistas, incluyendo a otros dos pintores gays: Julio Galán y Miguel Ángel Cano. Este hecho causó controversia en redes sociales así como entre familiares de Zapata, quienes señalaron que demandarían al artista y a la directora del Instituto Nacional de Bellas Artes por denigrar la figura del líder revolucionario. Jorge Zapata, nieto de Emiliano Zapata, señaló: "estamos armando la demanda, pero para nosotros, como familia, es denigrar la figura de nuestro general pintándolo de gay".
El 11 de diciembre de 2019, un grupo de personas se manifestaron dentro del Palacio de Bellas Artes, exigiendo que la pintura La revolución fuera retirada de la exposición. Otro grupo de personas, identificados como activistas LGBT+, defendieron la permanencia de la pintura en la exposición. Por otro lado, la titular de la Secretaría de Cultura, Alejandra Frausto, señaló en un tuit: "Ni un paso atrás en nuestros principios: 1.Inclusión 2.Diversidad y 3.Defensa de las libertades, condenamos la violencia en cualquiera de sus formas así como la censura. El diálogo siempre será el camino."
El día 13 de diciembre se agregó junto a la obra expuesta una nota aclaratoria que contiene la opinión personal de la familia de Emiliano Zapata; esta situación fue rechazada por Cháirez y activistas que lo acompañaban.
En enero de 2020 la obra fue adquirida por Tatxo Benet y entró a formar parte de la Colección de Arte Censored de Tatxo Benet.

## La venida del Señor

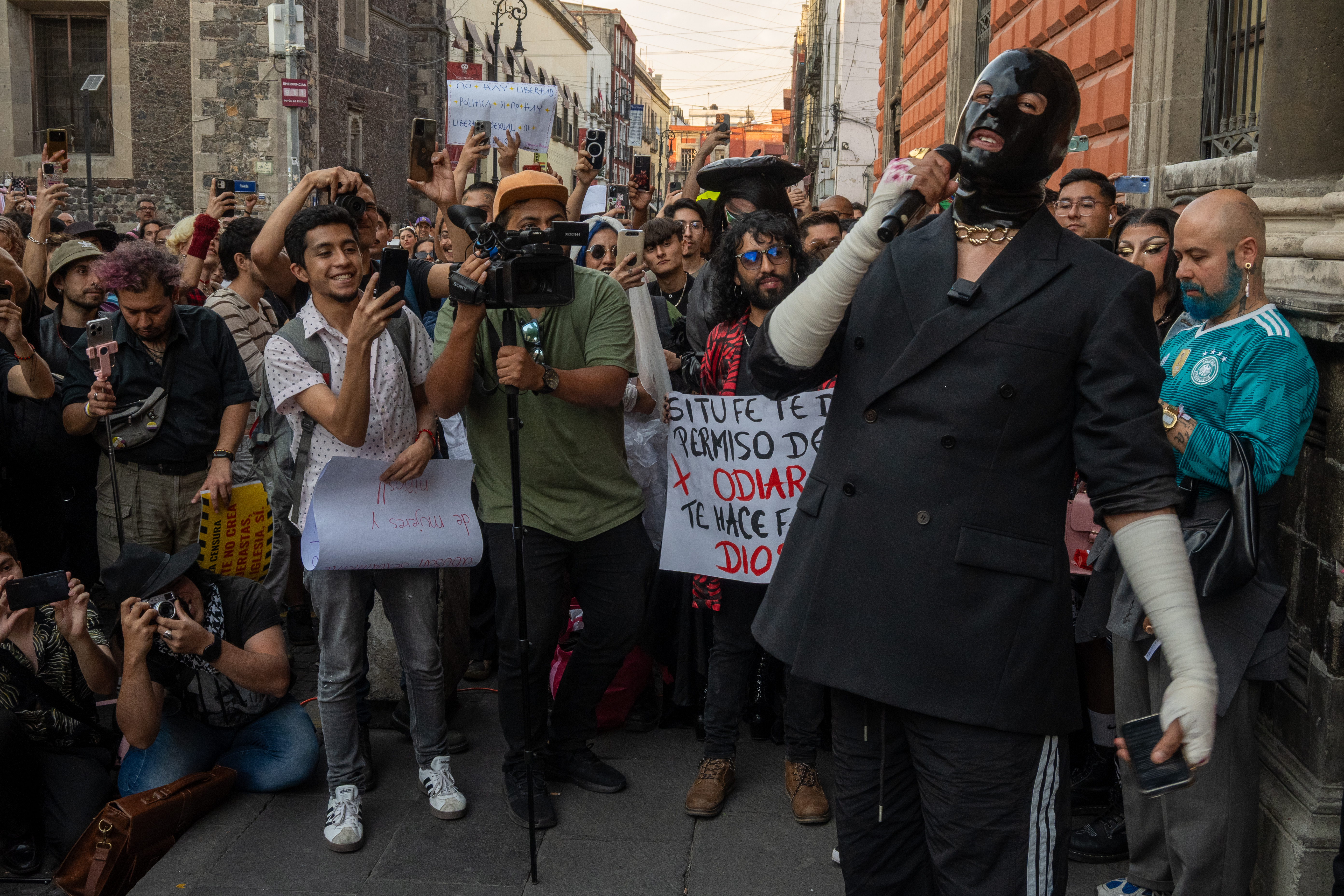
Fabián Cháirez en la protesta contra la censura de La venida del señor

La exposición La venida del Señor se inauguró el 5 de febrero de 2025 en la Academia de San Carlos de la Universidad Nacional Autónoma de México (UNAM)  compuesta por nueve grandes óleos realizados entre 2018 y 2023. Chairez afirmó que las obras fueron producidas para hacer «comparaciones entre el éxtasis religioso y el éxtasis sexual» La mayoría de las pinturas involucraban parejas del mismo sexo completamente vestidas con atuendos religiosos católicos tradicionales en poses eróticas.
La Asociación de Abogados Cristianos presentó una denuncia contra Cháirez ante el Consejo Nacional para Prevenir la Discriminación alegando que su obra violaba el artículo 24 de la Constitución mexicana, que protege la libertad religiosa. El 14 de febrero de 2025, un grupo de católicos que desaprobaba las obras organizó un plantón frente a la Academia de San Carlos, días después manifestantes entraron en el edificio y simularon el cierre de una parte de la exposición con cinta de precaución y pancartas; un grupo de religiosos rezó el rosario afuera del edificio acusando cristianofobia.
El 3 de marzo de 2025, el juez federal Francisco Javier Rebolledo Peña concedió una orden de suspensión temporal de la exposición, dando a la UNAM 24 horas para aplicarla. Como resultado, la exposición fue suspendida. Se fijó una audiencia para el 11 de marzo para determinar si se concedía una suspensión permanente. Cháirez tachó la suspensión de censura derivada de la intolerancia y convocó protestas en favor de la libertad artística.

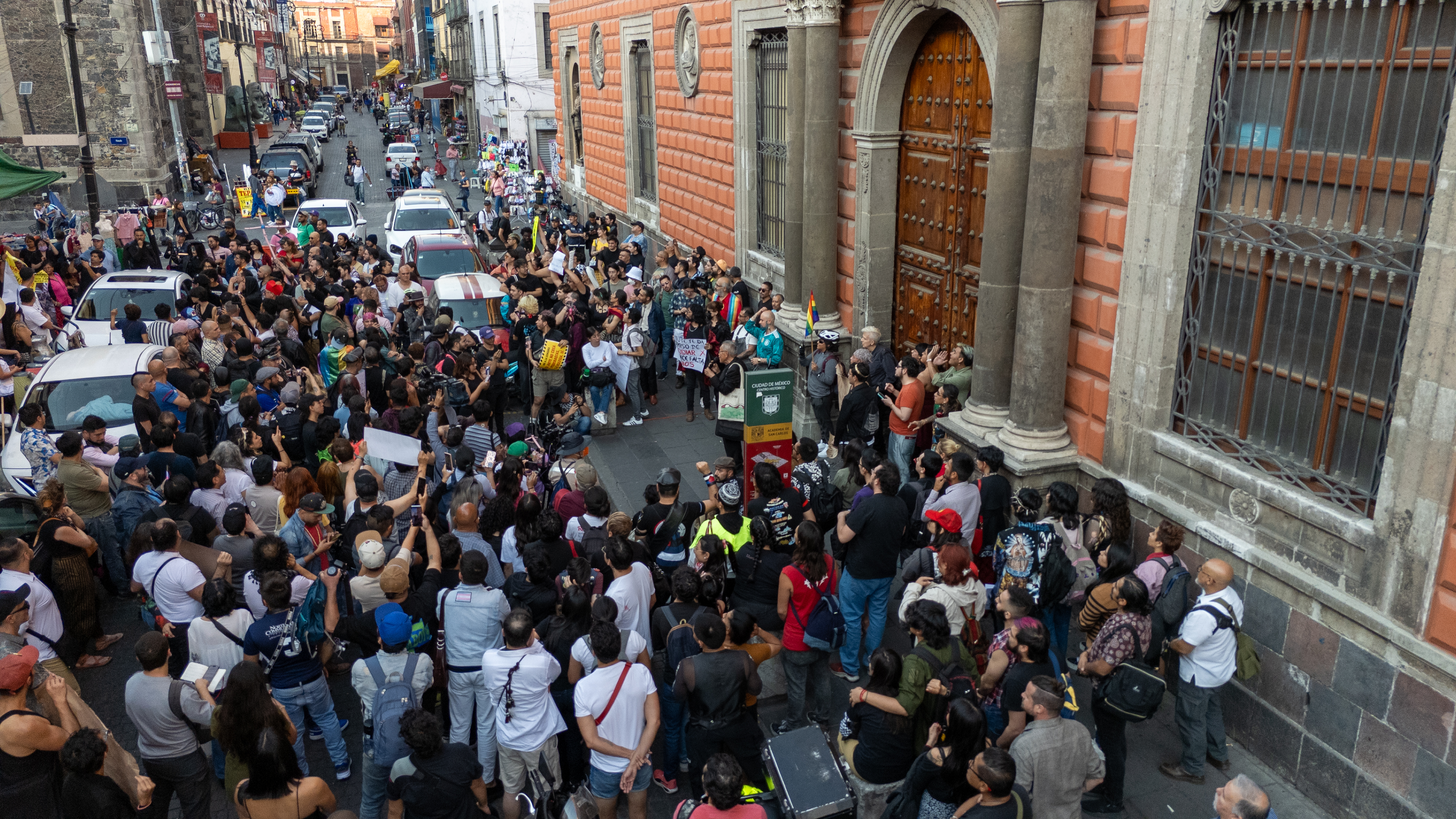
Protesta contra la censura de La venida del señor

El 7 de marzo se realizó una protesta por la censura, afuera de la Academia de San Carlos, en la cual participaron grupos y activistas LGBT, así como La Bruja de Texcoco.
El 13 de marzo el juez federal que supervisaba la denuncia del CAA rechazó su petición de suspender indefinidamente la exposición.

## Exposiciones

### Exposiciones individuales
- La venida del Señor (Academia de San Carlos, UNAM, 2025)[21]
- La inocencia de las bestias (Museo Universitario del Chopo, UNAM, 7 al 30 de junio de 2024)[22]
- Deliquios masculinos (CONACULTA, 2016)[23]
- El Jardín de las delicias (INBA, 2015)[6]
- Invisible (Galería Hazme el milagrito, 2013)
- Corazón de quinceañera (Universidad de Ciencias y artes de Chiapas, 2012)
- Lolitos (Galería La Dolorosa, 2010)

### Exposiciones colectivas
- Imaginaciones radicales (Museo de Arte Moderno, 2023)[24]
- Emiliano: Zapata después de Zapata (Palacio de Bellas Artes, 2019)[25]